# Lycoriella mali
Lycoriella mali là một ruồi trong họ Sciaridae, thuộc chi Lycoriella. Loài này được Fitch miêu tả khoa học đầu tiên năm 1856.